# Koksz képzőművészeti műhely
A Koksz képzőművészeti műhely a nevét szóösszevonásból nyerte (a kortárs + karikatúra + szatíra szavakból). Hivatalosan a Magyar Képzőművészek és Iparművészek Szövetségének szatirikus képzőművészeti szakosztálya.

## Létrejötte
2002 tavaszán jött létre, hogy „...a kortárs magyar szatirikus képzőművészet, ill. az autonóm karikatúraművészet tényleges értékeit képviselje és reprezentálja itthon és külföldön”.

## A Koksz műhely tagjai
- Árvai László
- Bojcsuk Iván

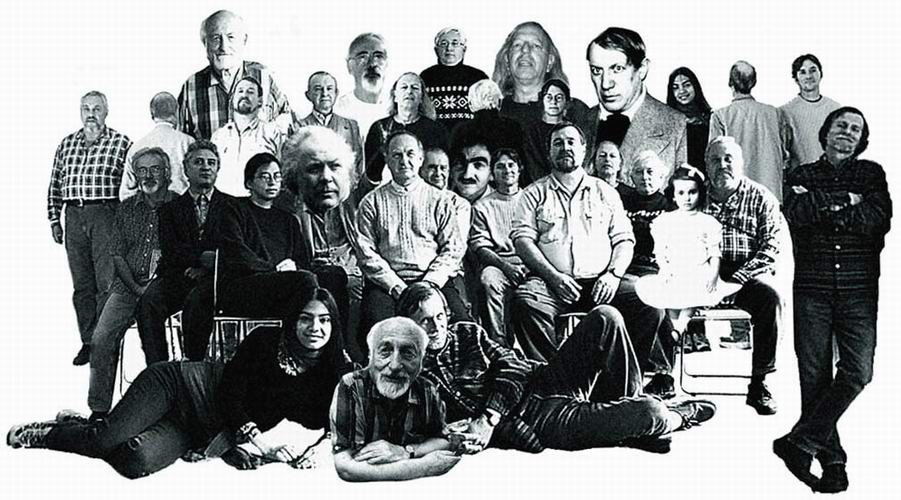
A Koksz műhely csoportképe. (Nem teljes, viszont van, aki kétszer is szerepel.) Felső Sor: Kaján, Fenekovács, Jelenszky, Kemény, ismeretlen (valami Pablo...), Makina, Császár (háttal), Árvay. Alattuk: Halász, Sajdik (háttal), Szalay, Bojcsuk, Kemény, Jelenszky (háttal), Varga. Ülő sor: Fenekovács, Lipták, Varga, Daumier (hogy került ide?), Sajdik, Bojcsuk Szerényi, Árvay, Szalay, Kemény, Jelenszky, Ismeretlen XIX. századi gyermek, Halász. Jobb szélen áll: Tettamanti. Fekvő sor: Makina, Kaján, Tettamanti

- Császár Tamás† a (csoport sztalkere)
- Deák Kázmér
- Fazekas Levente
- Fenekovács László
- Gyulai Líviusz (tiszteletbeli tag)
- Halász Géza
- Hegedűs István† (tiszteletbeli tag)
- Jelenszky László
- Kaján Tibor†
- Kemény György
- Lipták György
- Makina
- Patrovits Tamás
- Sajdik Ferenc
- Surányi András
- Szalay Pál†
- Szerényi Gábor
- Tettamanti Béla
- Varga Zsófi

## Kiállítások
- 2002 Virtuartnet Galéria
- 2003 Keve Galéria (Ráckeve)
- 2004 Budapest Kiállítóterem
- 2004 Szófiai Magyar Kulturális Intézet
- 2004 KOKSZ a tetőn (titkos, zártkörű tetőkiállítás és buli)
- 2005 Római Magyar Akadémia
- 2005 Vízivárosi Galéria
- 2005 Csók galéria
- 2007 UngArt Galéria, Bécs
- 2008 Autómentes Nap, Andrássy út
- 2009 Csepel, Nagy Imre ÁMK
- 2010 Sajdik & Tsai, kArton Galéria
- 2010 Kempinski Galéria
- 2012 Vízivárosi Galéria
- 2013 Stuttgart, Baden-Württemberg Tartományi Könyvtár